# Channing (Teksas)
Channing – miasto w Stanach Zjednoczonych, w stanie Teksas, w hrabstwie Hartley. W 2000 roku liczyło 356 mieszkańców.